# Nguyễn Đức Hải (chính khách)
Nguyễn Đức Hải (sinh ngày 29 tháng 7 năm 1961) là một chính khách Việt Nam. Ông hiện là Phó Chủ tịch Quốc hội Việt Nam, nguyên Chủ nhiệm Ủy ban Tài chính - Ngân sách của Quốc hội Việt Nam, Ủy viên Ủy ban Thường vụ Quốc hội, đại biểu quốc hội Việt Nam khóa 14 nhiệm kì 2016-2021, thuộc đoàn đại biểu quốc hội tỉnh Quảng Nam. Ông từng là đại biểu quốc hội Việt Nam khóa 13 (2011-2016) cũng thuộc đoàn đại biểu tỉnh Quảng Nam, Ủy viên Ủy ban Đối ngoại của Quốc hội khóa 13. Trong Đảng Cộng sản Việt Nam, ông hiện là Ủy viên Ban Chấp hành Trung ương Đảng Cộng sản Việt Nam khóa XIII, Phó Chủ nhiệm Ủy ban Kiểm tra Trung ương Đảng Cộng sản Việt Nam, từng là Bí thư Tỉnh ủy Quảng Nam.

## Xuất thân
Ông sinh ngày 29 tháng 7 năm 1961, quê quán tại xã Kỳ Hưng, quận Tam Kỳ (nay thuộc xã Tam Xuân I, huyện Núi Thành), tỉnh Quảng Nam. Ông hiện cư trú ở Số 26, Hồ Xuân Hương, thành phố Tam Kỳ, tỉnh Quảng Nam.

## Giáo dục
- Giáo dục phổ thông: 10/10[1]
- Đại học Tài chính Kế toán (nay là Học viện Tài chính)[1]
- Thạc sĩ kinh tế chuyên ngành Tài chính - Tín dụng[1]
- Cao cấp lý luận chính trị

## Sự nghiệp

### Tỉnh Quảng Nam
1984.04.08: Ông gia nhập Đảng Cộng sản Việt Nam
- 1986~1988: Ông là Đại biểu Hội đồng nhân dân huyện Núi Thành[1]
- 1991~1995: Ông là Đại biểu Hội đồng nhân dân huyện Núi Thành[1]
- 1991~1997: Ông là Đại biểu Hội đồng nhân dân tỉnh Quảng Nam - Đà Nẵng[1]
- 1997~2010: Ông là Đại biểu Hội đồng nhân dân tỉnh Quảng Nam[1]
- Ngày 20 tháng 7 năm 2006 ông được bầu giữ chức Chủ tịch Ủy ban nhân dân tỉnh Quảng Nam nhiệm kì 2004-2009 thay ông Nguyễn Xuân Phúc, lúc này ông nguyên là Phó Bí thư Thường trực Tỉnh ủy Quảng Nam, ông làm Chủ tịch UBND tỉnh Quảng Nam đến ngày 28 tháng 8 năm 2008 thì được Thủ tướng miễn nhiệm.[4][5], Đại biểu Hội đồng nhân dân tỉnh Quảng Nam các khóa 5, 6, 7;[6]
- 2008.02.28~2010.09.28: Ông là Bí thư Tỉnh ủy Quảng Nam khóa 19 nhiệm kì 2005-2010, kế nhiệm ông Vũ Ngọc Hoàng (bí thư từ 2005.12~2008.02.28)
- 2010.09.28: Ông tái đắc cử Bí thư Tỉnh ủy Quảng Nam khóa 20 nhiệm kì 2010-2015,[7]
- 2011.01.18: Ông được Đại hội đại biểu toàn quốc lần thứ 11 của Đảng Cộng sản Việt Nam bầu làm ủy viên Ban Chấp hành Trung ương Đảng Cộng sản Việt Nam khóa 11 nhiệm kì 2011-2016
- 2015.02.27: Bộ Chính trị Ban chấp hành Trung ương Đảng Cộng sản Việt Nam điều động ông giữ chức vụ Phó Chủ nhiệm Ủy ban Kiểm tra Trung ương Đảng Cộng sản Việt Nam, thôi giữ chức Bí thư Tỉnh ủy Quảng Nam, kế nhiệm chức vụ bí thư tỉnh ủy của ông là ông Lê Phước Thanh[8]

### Quốc hội
- 2011~2016: Ông là Đại biểu Quốc hội Việt Nam khóa 13 thuộc đoàn đại biểu tỉnh Quảng Nam, Ủy viên Ủy ban Đối ngoại của Quốc hội, Ủy viên Đảng đoàn Quốc hội, Ủy viên Ủy ban thường vụ Quốc hội.
- 2016.04.05: ông được bổ nhiệm chức vụ Chủ nhiệm Ủy ban Tài chính - Ngân sách của Quốc hội Việt Nam khóa 13.
- 2016.05.22: ông trúng cử đại biểu Quốc hội khóa 14, đoàn tỉnh Quảng Nam, khi ứng cử đại biểu Quốc hội Việt Nam ông đang là Ủy viên Ban Chấp hành Trung ương Đảng Cộng sản Việt Nam khóa 12
- Ngày 30 tháng 01 năm 2021, tại phiên bầu cử Trung ương, ông được bầu làm Ủy viên chính thức Ban Chấp hành Trung ương Đảng Cộng sản Việt Nam khoá XIII.
- Ngày mùng 1 tháng 04 năm 2021 tại kỳ họp thứ 11 Quốc hội khóa XIV ông được bầu giữ chức Phó Chủ tịch Quốc Hội Nước Cộng Hòa Xã Hội Chủ Nghĩa Việt Nam.
- Ngày 20 tháng 07 năm 2021 tại kỳ họp thứ nhất Quốc hội khóa XV ông được bầu giữ chức Phó Chủ tịch Quốc Hội Nước Cộng Hòa Xã Hội Chủ Nghĩa Việt Nam.